# Coleura
Coleura es un género de murciélagos de la familia Emballonuridae. La especie tipo es: Emballonura afra Peters, 1852

## Especies
- Coleura afra
- Coleura seychellensis